# Шатринская гора
Шатри́нская гора  (Шатрище, Шатрища) — холм, геологический памятник природы, туристическая достопримечательность. Расположен в Калужской области, в 2,5 км к юго-западу от районного центра Износковского района — села Износки.

## Происхождение
Холм образовался в эпоху микулинского межледниковья, следующего за московским оледенением и представляет собой типичный кам, сложенный флювиогляциальными (водно-ледниковыми) отложениями. Входит в цепь холмов, нетипичную для Медынского района.
Шатринская гора — вторая по высоте точка Калужской области, с отметкой 278 м над уровнем моря. Гора видна на многие километры с территорий Калужской и Смоленской областей.

Она видна с некоторых сторон на довольно отдаленное расстояние, как например с южной — из-за реки Угры через шоссе от Мещевского уезда верст за 40, а с северо-западной, от города Вязьмы и даже из — за Вязьмы — около 15 вёрст, всего слишком за 80 вёрст, чрез всю северную часть Юхновского уезда— М. Стафарьев «Гора Шатрища» .

## История
История Шатринской горы издревле передаётся из поколения в поколение множеством легенд, в которых утверждается, что на вершине горы в стародавние времена существовал монастырь.
Во времена татаро-монгольского нашествия вороги пошли на штурм монастыря, но «склоны горы разверзлись, укрыв защитников и обитель в своём чреве». Судьба монастыря чем-то схожа с мессианистическим градом Китежем.
По той же легенде пошло название деревни, расположенной у подножия горы, — Шатрищи, как производное от татарских шатров, разбитых в том месте. Русское войско располагалось на месте ныне несуществующей деревни Войново, название которой в свою очередь пошло от слова вои — воины.
На вершине горы имеется место, напоминающее провал. Работавшие в 1930-х годах в Шатрище археологи нашли остатки винтовой лестницы, по которой, вероятно, монахи носили воду.
Исследователь Добромыслов в статье «Шатрищи», опубликованной в 1910 году, приводит несколько иную версию: монастырь был разорен татарами в 1293 году, а затем, якобы вновь отстроен и населён монахами. Впоследствии храм был освящён в честь Казанской иконы Божией Матери.
Во время эпидемии чумы 1771 года большая часть монахов и крестьян погибла. В живых остались несколько монахов и два крестьянских двора. После чего, как пришедший в упадок, монастырь был причислен к Юхновскому монастырю, а вскоре к Мещовскому Георгиевскому монастырю.
Мещовское духовное начальство не пожелало поддерживать разрушающиеся постройки Шатринского храма и приход, что вскоре привело к его полному обветшанию и разрушению. Само же место продолжало считаться священным и привлекало к себе паломников. При Павле I крестьяне от монастыря были освобождены и причислены к казённой(дворцовой) Морозовской волости. Последний монах монастыря, Рафаил, в 1802 году удалился в Юхнов.
Опустевшую местность облюбовали для проживания беглые крепостные. Вскоре на горе поселились три разбойника, некие: Кондак, Буров и Изот, популярные у местных жителей, которые безропотно давали тем приют и пищу. Даже местные помещики побаивались бандитов, встревоженные их дерзостью. Такое положение не устраивало местные власти, по ходатайству которых в район Шатрища был послан отряд солдат. Изот был пойман, заклеймён и отправлен в Сибирь на каторгу, но вскоре вернулся и поселился на южном склоне горы.
К середине XIX века на месте где стоял монастырь остались бугры, ямы и следы старого монастырского кладбища. Кладбище было облюбовано старообрядцами, которые с незапамятных времен селились в лесах на западе Медынского уезда.
С восшествием на престол Николая I и изданием новых «указов о расколе», кладбище на горе было официально закрыто. Старообрядцы вынуждены были хоронить единоверцев по ночам, за что преследовались местными властями.

Чем больше воздвигалось препятствий при похоронах старообрядцев, тем больше они стремились на Шатринскую гору, так как там они могли отпеть покойника по старому чину и в любое время отслужить по покойнику панихиду, тогда как на православном кладбище это запрещалось законом 1883 года.
 Старики поэтому брали со своих детей и внуков «великое заклятие», чтобы их похоронили на Шатринской горе, чего бы это ни стоило.
 На этой почве разворачивались не раз драмы, когда православные перехватывали покойников на пути к Шатринской горе или на самой горе у свежевырытой могилы и водворяли на узаконенное место, несмотря на слезы и мольбы. Старообрядцы вынуждены были прибегать к разным ухищрениям, прятали покойников под хворостом, сеном, соломой и т. д., возили по глухим оврагам и лесам, а хоронили непременно темной ночью, оплачивая в большинстве случаев молчание местных властей.— А. Лебедев «Загадки калужского Китежа» .
У местных жителей Шатринская гора стала приобретать сакральное значение. Ходили слухи о зарытых на холме кладах.

Среди крестьян держится вера в многочисленные клады […] Шатринская гора в глазах местного крестьянского населения приобрела особое мистическое значение. Говорили, что на горе над могилами горят ровным немигающим светом огоньки, свидетельствуя о праведной жизни погребенных.— Добромыслов П. «Шатрище» .
В 1905 г. на горе была построена часовня, где отпевали раскольников.
В годы Великой Отечественной войны Шатринский холм был довольно серьёзно укреплён. До наших дней сохранились множественные траншеи и окопы. До настоящего времени на склонах горы можно найти уцелевшие фрагменты амуниции и боеприпасов.
По состоянию на июль 2017 года, на большей части вершины холма расположено действующее кладбище, что делает невозможным проведение археологических раскопок.
Крутизна склонов конического холма достигает 30°. Со всех сторон холм доступен для восхождения.

## Статьи и публикации
- Анатолий Лебедев. Загадки калужского Китежа // Весть : газета. — 2015. — 25 июня.